# لیسبورن و کاسلری
لیسبورن و کاسلری (به انگلیسی: Lisburn and Castlereagh) یک بخش در ایرلند شمالی است.